# Michel Longtin

Michel Longtin, né le 20 mai 1946 à Montréal, au Québec, est un compositeur canadien.
Au début de sa carrière, il compose principalement de la musique électroacoustique, mais s'illustre plus tard comme l'un des plus grands compositeurs de musique symphonique au Canada. Plusieurs de ses œuvres ont été interprétées par l'Orchestre Symphonique de Montréal et sont devenues des classiques de la musique contemporaine québécoise.
Parmi ses pièces majeures pour orchestre, il faut mentionner Quaternions, La route des pèlerins reclus, Hommage à Euler, Autour d'Ainola, ...Et j'ai repris la route, ainsi que Lettre posthume de Conrad pour orchestre de chambre.
Longtin a été professeur titulaire à la faculté de musique de l'Université de Montréal jusqu'en 2008.